# Bryum sabuletorum
Bryum sabuletorum är en bladmossart som beskrevs av Brotherus och Jules Cardot 1923. Bryum sabuletorum ingår i släktet bryummossor, och familjen Bryaceae. Inga underarter finns listade i Catalogue of Life.